# Evochron Alliance
Evochron Alliance est un jeu de combat spatial sorti en 2005.

## Système de jeu
Le jeu se situe dans un univers libre. La galaxie est quasi-infinie et les possibilités de commerce sont très étendues. Il faut malgré tout passer par une phase d'apprentissage des commandes.

## Réception critique
Le jeu a obtenu la note de 6/20 sur Jeuxvideo.com.